# Безчестя (роман)
«Безчестя» (англ. Disgrace) — роман південно-африканського (пізніше австралійського) письменника Джона Максвелла Кутзее, лауреата Нобелівської премії з літератури (2003), виданий у 1999 році. Роман отримав Букерівську премію (1999).

## Сюжет
Девід Лур'є — білий південно-африканський професор англійської мови, який втрачає все: репутацію, роботу, душевний спокій, мрії про творчий успіх та навіть спроможність захистити власну доньку. У свої п'ятдесят два Девід уже двічі розлучений та незадоволений своєю роботою, викладаючи в Технічному університеті Кейптауна в Південній Африці після апартеїду. Лур'є не втрачає інтересу до жінок і шукає сексу. Він купує повію, прив'язується до неї та намагається зав'язати з нею стосунки (попри те, що у неї є сім'я), але вона відмовляється. Він спокушає секретарку в університеті, в якому викладає, але потім повністю її ігнорує. Проте інтрижка з Мелані Ісаакс, однією зі своїх найбільш вразливих студенток, вибиває його з усталеного ритму й веде до незворотних змін. Згодом про роман Девіда зі своєю студенткою стає відомо в університеті, що викликає хвилю осуду. Звільнений з посади викладача, професор переїжджає до доньки в село, де й починається новий, надто складний етап у його житті.
Роман Дж. М. Кутзее «Безчестя» розповідає про багато речей, але в його серці — анатомія змін расової ієрархії в модерній Південній Африці. Одним з майже непомітних, але надзвичайно промовистих підтекстів є аналіз ганебного ставлення людини до тварин. «Безчестя» — це безжальний і докладний твір, який розкриває стан людського буття наприкінці двадцятого століття. Хоча роман не позбавлений проблисків надії, сама його назва — звинувачення, вирок основному стану сучасної людини, її відчуженості, втрати орієнтирів, здичавіння.

## Нагороди
Після виходу книга здобула високе визнання серед критиків. За версією сайту The Greatest Books, який складає списки найкращих книг, вона є «236-ою найкращою книгою всіх часів». У 2006 році, за результатами опитування «літературних діячів», проведеного газетою The Observer, цей твір був «найкращим романом останніх 25 років британського, ірландського або з походженням країн Співдружності». 5 листопада 2019 року BBC News внесли «Безчестя» до списку «100 найвпливовіших романів».

## Відгуки та критика
Щоденна британська газета The Daily Telegraph повідомила про рецензії кількох публікацій з рейтингом для роману за шкалою «Добре», «Досить добре», «Нормально» і «Жахливо»: рецензії Times, Sunday Telegraph, Observer, Spectator і Sunday Times під категорією «Добре», а Guardian, Independent, Independent On Sunday, Literary Review і TLS  під категорією «Досить добре».
The Guardian оцінив роман в середньому на 7,3 з 10 балів на основі рецензій британських газет. За словами Адама Марса-Джонса, який писав для The Guardian: «Будь-який роман, дія якого відбувається в Південно-Африканській Республіці після апартеїду, приречений бути прочитаним як політичний портрет, але привабливість роману „Безчестя“ в тому, що він одночасно заохочує та оскаржує таке сприйняття, утримуючи крайнощі в напрузі. Спасіння, загибель».
На сайті BookBrowse, який збирає рецензії на книги, зокрема медіа-рецензії, книга отримала оцінку від розділу «Critics' Opinion». Роман отримав позитивні відгуки у всьому світі, Complete Review підсумував загальну оцінку словами: «Дуже вражений».
В одній з рецензій на книгу зауважують, що «Безчестя» є найбільш зрозумілим та реалістичним романом у творчості письменника Джона Максвелла Кутзее. Роман написано від третьої особи в теперішньому часі, що дозволяє зберігати необхідну дистанцію в найважчих моментах, водночас емоційно наближаючи читача до героїв. Кутзее майстерно поєднує відстороненість з ефектом безумовної присутності читача у подіях роману.
В ще одній рецензії стверджують, що цей роман — глибокий і багатоплановий твір, який репрезентує інтелектуальну прозу початку ХХІ століття. Моральні, соціальні та історичні питання, які порушив автор стали предметом численних літературознавчих досліджень. «Безчестя» — це не лише соціально-критичний текст, а й сильний естетичний досвід, що ставить читача перед моральним вибором і глибоким переосмисленням відповідальності у світі після імперії.

## Екранізація та інтерпретація
Роман «Безчестя» був екранізований у 2008 році. Головну роль професора Девіда Лур'є виконав Джон Малкович. Світова прем'єра фільму відбулася на Міжнародному кінофестивалі в Торонто, де стрічка отримала приз Міжнародної асоціації кінокритиків (FIPRESCI).
Екранізація зберігає основні сюжетні лінії роману, акцентуючи увагу на моральному та соціальному падінні головного героя в постапартеїдній Південній Африці. У фільмі передано атмосферу безвиході, а також відтворено складність особистісних трансформацій Лур'є.
Однією з ключових тем роману, що знайшла відображення у фільмі, є проблема влади та експлуатації. Лур'є, який сам чинить моральне насильство, згодом стає жертвою нових суспільних змін, що змушує його переосмислити власні переконання. Крім того, у стрічці, як і в книзі, простежується мотив занепаду старої влади та становлення нових суспільних норм.
Фільм викликав дискусії щодо відображення расових і гендерних аспектів роману. Одні критики відзначили його вірність першоджерелу, інші — вказали на те, що у фільмі деякі психологічні аспекти подано спрощено.